# Nueve de Julio (departement van Chaco)
Nueve de Julio is een departement in de Argentijnse provincie Chaco. Het departement (Spaans:  departamento) heeft een oppervlakte van 2.097 km² en telt 26.955 inwoners.

## Plaats in departement Nueve de Julio
- Las Breñas